# Mafersa 800
Mafersa 800 é uma série de carros de passageiros de aço inoxidável fabricada no Brasil em 1962. Alguns exemplares ainda são utilizados nos dias atuais pela CPTM no serviço Expresso Turístico.

## História
Esses carros inspirados no modelo norte americano Pionner III (que possuía como sua maior características as janelas em formato oval) foram fabricados pela Mafersa sob licença de The Budd Company em 1962. 
A produção total fora de 126 carros de aço inoxidável nas seguintes classes: Bagagem, Primeira Classe, Segunda Classe, Restaurante e Dormitório. 
Esses carros foram adquiridos pelo governo de São Paulo e repassados às empresas estatais:
- Estrada de Ferro Sorocabana: 103 carros de bitola 1,00 m) que utilizou esses carros nos trens entre São Paulo e Presidente Epitácio;
- Estrada de Ferro Araraquara: 23 carros de bitola 1,60 utilizados nos trens entre São Paulo e Araraquara e Santa Fé do Sul.

No fim dos anos 1960, 13 carros da Sorocabana são transferidos para a também estatal Companhia Mogiana de Estradas de Ferro operar o Trem Bandeirante (Campinas-Brasília).
Em 1971 essas ferrovias são incorporadas à Fepasa e  assim todos os carros são incorporados à frota da empresa, que os utilizaria até 1998 quando a empresa foi incorporada à RFFSA sendo sua malha concedida à iniciativa privada. Em 1998, a concessionária Ferroban adquiriu a concessão das linhas ferroviárias da Fepasa e assumiu temporariamente os serviços de trens de passageiros (além dos carros série 800) e continuou operando o serviço até 15 de março de 2001. Após essa data os carros de passageiros são estacionados em diversos pátios. Atualmente boa parte dos carros foi sucateada após ser destruída por incêndios criminosos na região de Campinas, sendo poucos exemplares utilizados pela Rumo Logística para o transporte de funcionários de manutenção.
O trem Expresso Turístico da CPTM, conta com dois carros de passageiros Mafersa 800 de bitola 1,60 m para longos percursos, com capacidade de 88 e 87 pessoas (PI 3253 e SI 3255). Há também um carro bagageiro adaptado como bicicletário móvel. Mais dois carros de passageiros (SI 3254 e SI 3259), se encontram em reforma para se juntarem ao Expresso. Estes carros foram cedidos pelo DNIT à ABPF.
Alguns carros de bitola 1,00 m foram utilizados no trem turístico do Pantanal, gerenciado pela empresa Serra Verde Express entre 2009 e 2015.
A Estrada de Ferro Vitória a Minas também utilizou alguns Budd 800 de bitola 1,00 m em seus trens entre 2003 e 2014, quando foram substituídos por carros romenos fabricados pela Astra.